# Zaroślak rdzawobrzuchy
Zaroślak rdzawobrzuchy (Atlapetes nationi) – gatunek małego ptaka z rodziny pasówek (Passerellidae). Endemit o niewielkim zasięgu występowania tylko na zachodnich stokach Andów w Peru. Jest uznawany za gatunek najmniejszej troski.

## Systematyka
Gatunek po raz pierwszy zgodnie z zasadami nazewnictwa binominalnego opisał Philip Lutley Sclater, nadając mu nazwę Buarremon nationi. Opis ukazał się w 1881 roku w czasopiśmie „Ibis”. Jako miejsce typowe autor wskazał zachodnie Andy, powyżej Limy w Peru. Wyróżnia się dwa podgatunki:
- A. n. brunneiceps (Berlepsch & Stolzmann, 1906)
- A. n. nationi (Sclater, PL, 1881)

### Etymologia
- Atlapetes: połączenie słowa Atlas z gr. πετης petēs – „lotnik”, πετομαι petomai – „latać”[12].
- nationi: od nazwiska prof. Williama Nationa (1826–1907), brytyjskiego botanika i kolekcjonera fauny i flory w Peru[13].

## Morfologia
Nieduży ptak ze średniej wielkości, grubym u nasady, czarniawym dziobem. Szczęka i żuchwa są lekko zakrzywione. Tęczówki w kolorze ciemnym czerwonobrązowym. Nogi od szarych do ciemnobrązowych. Czoło i twarz czarne, na głowie oliwkowobrązowa czapeczka, na której u części osobników występują w sposób losowy rozmieszczone białe pióra. Podbródek czarny, przechodzący w krótki pasek policzkowy, gardło i wąsy białe. Górna część głowy i policzki ołowianoszare, podobnie jak kark i górna część ciała. Skrzydła i ogon nieco ciemniejsze od karku. Pierś i boki ciała szare, brzuch i kuper cynamonowo-żółty. Podgatunek A. n. brunneiceps ma bledsze ubarwienie, białe plamki nad oczami. Młode osobniki podobne do dorosłych, jednak mają górne części ciała bladobrązowe. Brak dymorfizmu płciowego. Długość ciała z ogonem 17 cm; masa ciała 40,5–43,4 g.

## Zasięg występowania
Zaroślak rdzawobrzuchy występuje w:
- A. n. brunneiceps – w Andach w południowo-zachodnim Peru w regionach Ica, Ayacucho i Arequipa,
- A. n. natoni – w regionie Lima.

Jest gatunkiem osiadłym. Jego zasięg występowania według szacunków organizacji BirdLife International obejmuje 67,2 tys. km².

## Ekologia
Zaroślak rdzawobrzuchy jest gatunkiem endemicznym. Jego głównym habitatem są niewielkie zalesione i zakrzewione suche stoki zachodnich części Andów. Występuje na wysokościach od 2000 do 4000 m n.p.m. Jest najprawdopodobniej gatunkiem wszystkożernym. Żeruje na ziemi lub tuż nad jej powierzchnią w parach lub niewielkich stadach.

### Rozmnażanie
Brak informacji o rozmnażaniu, wiadomo tylko, że młode osobniki są spotykane w okolicach Limy w czerwcu.

## Status
W Czerwonej księdze gatunków zagrożonych IUCN zaroślak rdzawobrzuchy klasyfikowany jest jako gatunek najmniejszej troski (LC – Least Concern). Liczebność populacji nie została oszacowana, ale jej trend oceniany jest jako stabilny ze względu na brak dowodów na spadki liczebności bądź istotne zagrożenia dla gatunku. Ptak ten opisywany jest jako dość pospolity.